# فندق السعادة (فلم)
فندق السعادة هو فيلم مصري من إخراج فطين عبد الوهاب وبطولة أحمد رمزي، شمس البارودي، حسن علاء الدين، عبد المنعم إبراهيم ونادية الجندي.

## نبذه
يصطحب الخادمان أحمد إلى المطار في طريقه إلى إنجلترا، تتعطل الطائرة ويعود أحمد إلى قصره يملكه. فيجد الخادمان وقد حولا القصر إلى فندق يؤجرانه للسياح، يعرف الخادمان بالأمر، فيغيران كل شئ لكن بعد فوات الأوان.

## طاقم العمل
- أحمد رمزي بدور أحمد بك
- شمس البارودي بدور منى
- شوشو بدور سعيد
- عبد المنعم إبراهيم بدور مسعود
- نادية الجندي بدور نجوى
- إبراهيم مرعشلي بدور إكرام
- شفيق حسن بدور عبد الصبور

## وصلات خارجية
- مقالات تستعمل روابط فنية بلا صلة مع ويكي بيانات